# Bourg-l’Évêque
Bourg-l’Évêque település Franciaországban, Maine-et-Loire megyében. Lakosainak száma 236 fő (2022. január 1.). Bourg-l’Évêque Bouillé-Ménard és Ombrée d’Anjou községekkel határos.

## Népesség
A település népességének változása:
| Lakosok száma | 319  | 207  | 198  | 211  | 231  | 252  | 251  | 240  | 234  | 236  |
|               | 1968 | 1982 | 1990 | 2006 | 2013 | 2015 | 2017 | 2019 | 2020 | 2022 |